# Disparomitus longus
Disparomitus longus är en insektsart som beskrevs av Luisa Eugenia Navas 1911. Disparomitus longus ingår i släktet Disparomitus och familjen fjärilsländor. Inga underarter finns listade i Catalogue of Life.